# Kaieteurosaurus hindsi
Genre
Espèce
Kaieteurosaurus hindsi, unique représentant du genre Kaieteurosaurus, est une espèce de sauriens de la famille des Gymnophthalmidae.

## Répartition
Cette espèce est endémique du Guyana.

## Description
Ce saurien mesure 44 mm sans la queue.

## Étymologie
Le nom du genre, Kaieteurosaurus, vient de Kaieteur (le parc national de Kaieteur) où cette espèce se rencontre et du grec sauros, lézard. C'est un nom de genre masculin. Le nom spécifique, hindsi, est dédié à Samuel Hinds, premier ministre de Guyana qui a autorisé l'étude scientifique dans le parc Kaieteur ayant mené à la description de cette espèce.

## Publication originale
- Kok, 2005 : A New Genus and Species of Gymnophthalmid Lizard (Squamata: Gymnophthalmidae) from Kaieteur National Park, Guyana. Bulletin de l’Institut Royal des Sciences naturelles de Belgique, Biologie, vol. 75, p. 35-45 (texte intégral).